# دولبمو (مهاباد)
قرية دولبمو (بالكردية: دۆڵپەمۆ) هي إحدى القرى التابعة لـمنغور الشرقية في ريف قسم خليفان من مقاطعة مهاباد، في محافظة أذربیجان الغربیة الإيرانية.

## السكان
حسب إحصاءات سنة 2006، بلغ إجمالي السكان في دولبمو 38 نسمة وعدد المساكن 4 مسكن. لغة سكان دولبمو هي اللغة الكردية و هم من أهل السنة والجماعة والمذهب الشافعي.